# Distretto di Quimper
Il distretto di Quimper era una divisione territoriale francese del dipartimento di Finistère istituita nel 1790 e soppressa nel 1795.
Era formato dai cantoni di Quimper, Briec, Concarneau, Fouesnant, Plogonnec, Plomelin, Plomeur, Pont-l'Abbé e Rosporden.